# Hyssia perplumbica
Hyssia perplumbica là một loài bướm đêm trong họ Noctuidae.